# 硬王蟲屬
神聖硬王蟲（學名：Hadranax augustus）是硬王蟲屬（學名：Hadranax）唯一的一個物種，同時也是模式種。此物種是在格陵蘭北部發現的是西里斯帕斯特生物群的一種。生存時間約在寒武纪早期。是一個算是巨大的葉足動物。身上具有四個小凸點為一排，頭部還有一對上面有分岔的前附肢。硬王蟲是一種具有爭議的中葉足動物。類似異蟲綱的葉足動物。

## 發現與命名
是由格雷厄姆·巴德與約翰·S·皮爾於1998年發表，並描述此物種，於格陵兰北部的皮里地半島（Peary Land）南方的約翰·彼得·科赫峽灣（J.P. Koch Fjord）附近的布恩地層（Buen Formation），屬名Hadranax由希臘文的χάδρος（Hadros）健壯、結實，和άναξ（anax）統治者兩部分組成；種加詞augustus有神聖偉大的意思。